# Cantuaria abdita
Cantuaria abdita là một loài nhện trong họ Idiopidae.
Loài này thuộc chi Cantuaria. Cantuaria abdita được Raymond Robert Forster miêu tả năm 1968.